# Панславізм

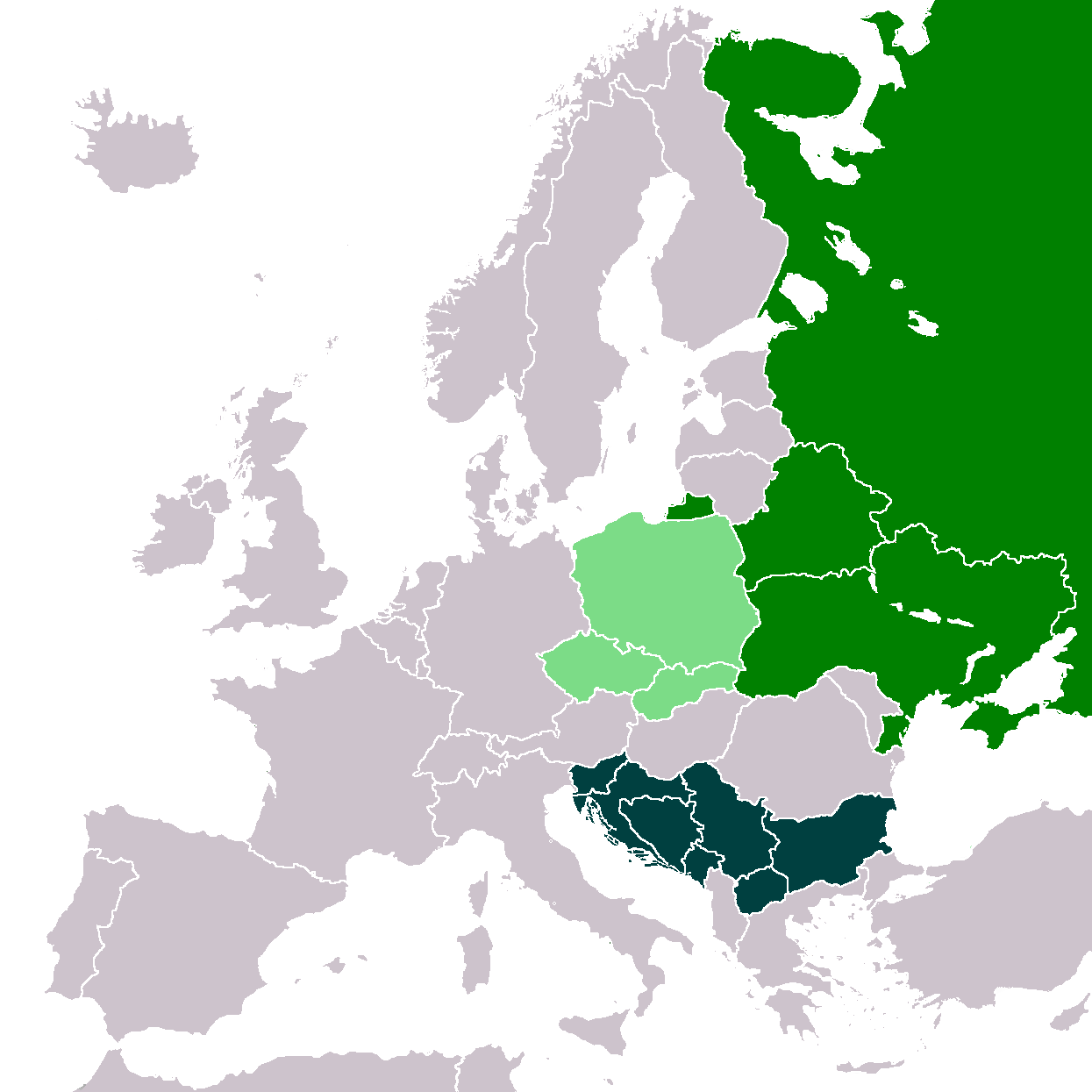
Країни з переважаючим слов'янським населенням (світло-зеленим — Західні слов'яни, зеленим — Східні слов'яни і темно-зеленим — Південні слов'яни

Панславі́зм — культурна й політична течія, ідеологія, поширена в державах, населених слов'янськими народами, в основі якої лежать ідеї про потребу їх політичного об'єднання на основі етнічної, культурної та мовної спільності. Сформувалася наприкінці XVIII — першій половині XIX століть. Символами панславізму вважають Національний прапор усіх слов'ян і гімн «Гей, слов'яни», які також були національним гімном і прапором Югославії.
Термін уперше вжив Ян Геркель 1826 року.

## Поняття «панславізм»: кін. XVIII— поч. XIX ст
Попри політичне поневолення більшості слов'янських народів ідеї Великої Французької революції та німецького романтизму справили величезний вплив на освічені кола західних і південних слов'ян та сприяли появі «будителів», більшість з яких поєднували захоплення національним відродженням своїх власних народів з ідеями більш широкої міжнародної солідарності. 
Автором ідеї «слов'янської взаємності» вважають словака Яна Коллара, який в 1824 році надрукував у Пешті збірку сонетів під назвою «Донька Слави». В 1826 році Ян Геркель вперше використав слово «панславізм». Спочатку ним позначали саме загальну ідею єдності та солідарності між слов'янами.
Згодом до кола прихильників панславізму долучилися Й. Добровський (чех), П. Шафарик (словак), Л. Гай (хорват), В. Караджич (серб) та інші.

## Проросійська та антиросійські течії
Успіхи Російської імперії у війнах проти Туреччини й наполеонівських війнах привели до того, що деякі із слов'янських діячів висували думки про політичну й мовну злуку слов'ян під владою Росії, вважаючи, що остання допоможе слов'янським народам у боротьбі проти чужоземного поневолення (Й. Добровський, Й. Юнгман, Л. Гай та інші). Дехто з них пізніше змінив свої погляди (Л. Гай, Л. Штур, К. Гавличек-Боровський).
Водночас розправа російського уряду над польським повстанням 1830 року відштовхнула деяких панславістів від Росії і сприяла появі «австрославізму», ідеї єдності слов'ян в порозумінні з Віднем. Ф. Палацький виступав за збереження Австрійської імперії і за перетворення її на федерацію слов'ян, австрійців та угорців. Лише після перетворення Австрійської імперії на Австро-Угорщину (1867) Палацький переглянув свою концепцію і взяв участь у організованому від російських панславістів Слов'янському з'їзді 1867 року в Москві.
Прихильникии третьої течії бачили в слов'янському єднанні альтернативу одразу двом імперіям. Чех Франтішек Кампелик, до гуртка якого входили і польські радикали, у 1841 році обґрунтував ідеї федерації слов'янських республік за прикладом Сполучених Штатів. Схожу концепцію містила й програма київського Кирило-Мефодіївського братства.
Серед поляків, які були під сильним впливом романтичного патріотизму та мрій про відновлення «Великої Польщі», панславістські ідеї викликали дві течії: проросійську (С. Сташиць, Й. М. Гене-Вронський, А. Цешковський) та антиросійську (А. Міцкевич, А. Тов'янський, К. Бродзинський). Останні вважали, що головну роль у злуці слов'ян повинна відігравати Польща.
В самій Росії в кінці 1830-х років у роботах М. Погодіна було висунуто твердження про перевагу слов'ян над іншими народами, «ворожість Заходу», покликання Росії щодо гегемонії у слов'янському світі (проєкти політичного об'єднання слов'ян під егідою Російської імперії розробляли ще у XVIII — на початку XIX століть А. Самборський, В. Малиновський та інші). Російські слов'янофіли 1840 — 50-х років — К. Аксаков, О. Хом'яков, І. Киреєвський та інші — виступали з ідеєю протиставлення слов'янського православного світу з Росією на чолі до «хворої», безвірної Європи. Теологічні противники слов'янофілів — так звані «західники» (П. Чаадаєв, О. Герцен) — теж не заперечували особливої ролі Росії серед слов'янських народів.
В 1851 році світ побачив трактат «Слов'янство і світ майбутнього. Послання слов'янам з берегів Дунаю». Його автором був зазначений Людовіт Штур. Головною ідеєю цього твору був прямий заклик до об'єднання слов'ян під владою Росії — як єдиної слов'янської держави, що на той момент зберегла самостійність. Самодержавний устрій імперії Романових не визнавався перешкодою для такого об'єднання, навпаки — оголошувався «питомо слов'янським». На відміну від «чужого» католицизму, від якого автор закликав якнайшвидше відмовитися на користь православ'я. Зрештою, і культура та мова у створеній під скіпетром царів «родині», за його твердженнями, мали бути також єдиними.
Поразка у Кримській війні 1853—56 років, Польське визвольне повстання 1863 року, загострення східного питання — ці чинники викликали активізацію російських панславістів, що знайшло своє практичне втілення у Слов'янському з'їзді 1867 в Москві та діяльності слов'янських комітетів. Панславістичні ідеї займали вагоме місце в теоретичних шуканнях І. Аксакова, М. Данилевського, К. Леонтьєва, наукових розробках учених-славістів В. Ламанського, О. Міллерата зокрема.

## Період найбільшого впливу
Найбільший політичний вплив «панславізм» мав у 1870-х роках, завдяки таємній Рейхштадтській угоді (1876) між Російською та Австро-Угорською імперією з розділу балканських провінцій Османської імперії.
В період російсько-турецької війни 1877—1878 років, що послідувала внаслідок цієї угоди, панславізм штучно роздмухувався урядом Росії, слугував виправданням її активних зовнішньополітичних дій (низка представників найвищих державних і військових кіл Росії: граф М. Ігнатьєв, князь В. Черкаський, генерали М. Черняєв, М. Скобелев, Р. Фадєєв — були його прихильниками). Як громадсько-політична течія «панславізм» зустрічав і підозріле ставлення з боку уряду та його ідеологів (К. Победоносцев, М. Катков), а також був підданий критиці з боку ліберальних кіл (О. Пипін, зокрема).
Внутрішня ситуація та зовнішні умови Росії зменшили популярність ідей «панславізму» наприкінці 19 століття; вони відродились напередодні Першої світової війни 1914-18 у формі «неославізму» (або «неопанславізму»). Російські неославісти (головний діяч — граф В. Бобринський) разом із діячами інших слов'янських країн (чех К. Крамарж, словенець І. Грабар та ін.) провели слов'янські конгреси у Празі (1908) та Софії (1910), прагнучи досягти міжслов'янського зближення перед можливою німецькою загрозою.

## Вплив революційних подій
Революційні події 1917 року на деякий час поховали ідеї «панславізму» в Росії; їх гостро засуджували К. Маркс, Ф. Енгельс та В. Ленін. З початком радянсько-німецького етапу другої світової війни 1941-45 років було відновлено стару російську політику щодо слов'ян. У серпні 1941 року у Москві було створено Всеслов'янський комітет. Слов'янські комітети виникли у США, Великій Британії, Канаді за ініціативою та участю комуністів слов'янського походження.
Після першого Всеслов'янського з'їзду в Москві (1941) в 1946 року відбувся Слов'янський конгрес у Белграді, куди з'їхались делегати з усіх слов'янських країн. Після загострення відносин Югославії з СРСР усі слов'янські комітети припинили свою діяльність. Падіння соціалістичної системи й розпад СРСР надали панславістичного забарвлення певним колам та політичним партіям російського суспільства.

## Україна та українці в ідеях панславістичного руху
В Україні ідеї «панславізму» поширились у першій чверті XIX століття (зокрема, Товариство об'єднаних слов'ян), їх вплив виразно помітний у програмі Кирило-Мефодіївського Братства, серед українських наукових кіл середини XIX століття (М. Максимович, О. Бодянський), а також серед ліберальної частини українського дворянства (Г. Ґалаґан, М. Рігельман та ін.), представники якого брали активну участь у діяльності слов'янських комітетів у Києві та Одесі у 1850—70-х рр.
На українські землі у складі Австрії ідеї «панславізму» проникали як із Заходу, так і з Росії. За прикладом інших слов'янських народів у Львові в 1848 році було створено Галицько-Руську Матицю. Під час Революції 1848-49 років в Австрійській імперії українці Галичини почали налагоджувати контакти зі слов'янськими діячами Австрійської імперії, зокрема взяли участь у Слов'янському конгресі у Празі (червень 1848). Під впливом ідей з Росії частина української інтелігенції стала на шлях москвофільства, яке підтримували російські панславістичні кола. Як згодом щодо гілки промосковських панславістів зазначав Дмитро Дорошенко:
Деякі з провідних українських діячів науки й культури другої половини XIX — початку XX століття, зокрема М. Грушевський, відкрито виступили проти «панславізму», вбачаючи в ньому загрозу для національних інтересів українського народу.